# Cesare Ciappi
Cesare Ciappi (fl. XX secolo) è stato un calciatore italiano, di ruolo portiere.

## Carriera
Nella stagione 1928-1929 gioca 4 gare in massima serie con la Fiorentina.